# Maranta
Maranta is een plantengeslacht uit de familie Marantaceae, afkomstig uit tropische Midden- en Zuid-Amerika en West-Indië. Het geslacht is vernoemd naar Bartolomeo Maranta, een 16e-eeuwse Italiaanse arts en botanicus.
Ongeveer veertig tot vijftig soorten worden geaccepteerd. Ze hebben allemaal wortelstokken en vormen van nature meerjarige klonen. De overvolle ovale, groenblijvende bladeren zijn onverdeeld met stengelomvattende bladstelen. De bladeren zijn overdag vlak en opgevouwen als de dag ten einde loopt, vandaar de naam "gebedsplant" voor de Maranta leuconeura. De bloemen zijn klein met drie bloemblaadjes en twee grotere bloembladachtige staminiden.
Maranta arundinacea wordt gekweekt om de eetbare pijlwortel te produceren. Sommige soorten zoals Maranta leuconeura en Maranta arundinacea worden gekweekt als gewone kamerplanten in een warme huis- of serreomgeving. Ze kunnen worden vermeerderd door stekken (twee of drie bladeren) of door worteldeling.

## Soorten
De volgende soorten behoren tot het geslacht:
- Maranta amazonica L.Andersson
- Maranta amplifolia K.Schum. in H.G.A.Engler (ed.)
- Maranta anderssoniana Yosh.-Arns, Mayo & M.Alves
- Maranta arundinacea L. (arrowroot, type species)
- Maranta bracteosa Petersen
- Maranta burchellii K.Schum. in H.G.A.Engler (ed.),
- Maranta cordata Körn.
- Maranta coriacea S.Vieira & V.C.Souza
- Maranta cristata Nees & Mart., synoniem: Maranta bicolor Ker Gawl.
- Maranta depressa É.Morren
- Maranta divaricata Roscoe
- Maranta foliosa Körn.
- Maranta friedrichsthaliana Körn.
- Maranta furcata Nees & Mart.
- Maranta gibba Sm. in A.Rees
- Maranta hatschbachiana Yosh.-Arns, Mayo & M.Alves
- Maranta humilis Aubl.
- Maranta incrassata L.Andersson
- Maranta leuconeura É.Morren (prayer plant)
- Maranta lietzei (É.Morren) C.H.Nelson
- Maranta lindmanii L.Andersson
- Maranta linearis L.Andersson
- Maranta longiflora S.Vieira & V.C.Souza
- Maranta longipes K.Schum. in H.G.A.Engler (ed.)
- Maranta longiscapa S.Moore
- Maranta noctiflora Regel & Körn.
- Maranta parvifolia Petersen
- Maranta phrynioides Körn.
- Maranta pleiostachys K.Schum. in H.G.A.Engler (ed.)
- Maranta pluriflora (Petersen) K.Schum. in H.G.A.Engler (ed.)
- Maranta pohliana Körn.
- Maranta protracta Miq.
- Maranta pulchra S.Vieira & V.C.Souza
- Maranta purpurea S.Vieira & V.C.Souza
- Maranta pycnostachys K.Schum. in H.G.A.Engler (ed.)
- Maranta rugosa J.M.A.Braga & S.Vieira
- Maranta ruiziana Körn.
- Maranta rupicola L.Andersson
- Maranta sobolifera L.Andersson
- Maranta subterranea J.M.A.Braga
- Maranta tuberculata L.Andersson
- Maranta zingiberina L.Andersson

## Gebruik
Er vallen enkele soorten onder het geslacht Maranta die worden gebruikt voor verscheidene toepassingen, waaronder als kamerplant en als voedsel.
- M. arundinacea - Uit de wortel van deze plant wordt zetmeel gewonnen dat makkelijk verteerbaar is.
- M. leuconeura  - Deze plant is een kamerplant met verschillende variëteiten waaronder deze vijf:
  - M. leuconeura Kerchoveana (rabbit’s foot)
  - M. leuconeura Massangeana
  - M. leuconeura “fascinator”
  - M. leuconeura “lemon lime”
  - M. leuconeura “amabilis”
- Maranta bicolor - wordt gebruikt als sierplant.